# Conny Nordin
Conny Nordin, född 20 december 1944 i Stockholm, död 5 juli 2008 i Linköping, var professor i psykiatri vid Linköpings universitet, verksam som läkare vid Universitetssjukhuset i Linköping. Han var därutöver präst i Svenska kyrkan och hovpredikant. Conny Nordin var ledamot av Analysgruppen för granskning av Estoniakatastrofen och dess följder 1997–1999.